# Yoshihiro Tatsumi

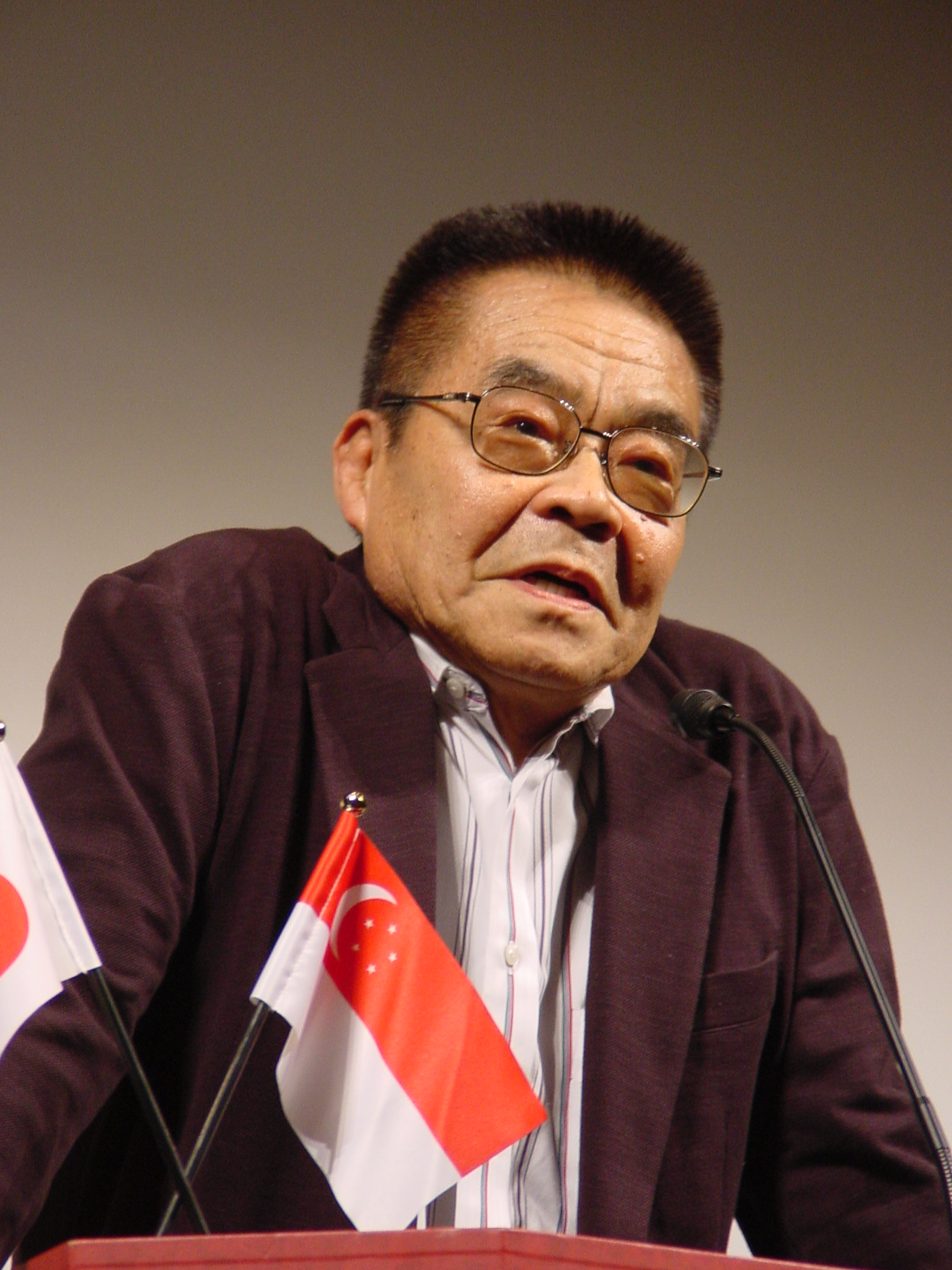
Yoshihiro Tatsumi, 2010

Yoshihiro Tatsumi (jap. 辰巳 ヨシヒロ, Tatsumi Yoshihiro; * 10. Juni 1935 in Ōsaka; † 7. März 2015 in Tokio) war ein japanischer Comiczeichner. Er prägte den Gekiga, wie Manga mit ernsthaften Themen für ein erwachsenes Publikum bezeichnet werden, und schuf 1957 auch den Namen dieser Gattung.

## Leben und Werk
Yoshihiro Tatsumi begann als Jugendlicher eigene Mangas zu zeichnen. Bis 1956 hatte Tatsumi 17 Mangas veröffentlicht. Gemeinsam mit anderen startete er das Manga-Magazin Kage, das sich an eine erwachsene Zielgruppe richtete und über Leihbüchereien vertrieben wurde. Mit dem in diesem Jahr erschienenen Kuroi Fubuki begründete er die Gattung der Gekiga. Der Noir-Thriller handelt von zwei Männern auf der Flucht aus dem Gefängnis, die mit Handschellen aneinandergekettet sind. Ein weiterer früher Gekiga Tatsumis ist Yurei Takushi von 1957. Er veröffentlichte viele weitere Kurzgeschichten. Lange Zeit veröffentlichte er vor allem im Magazin Garo, das zwar kein Honorar zahlte aber dafür größere Freiheiten bot. 1972 wurde er für die Kurzgeschichte Good-bye, die mehrfach neu aufgelegt wurde und in den USA als Teil eines Sammelbandes erschien, mit dem Japan Manga Association Award ausgezeichnet. Von 1995 bis 2006 wurde sein autobiografisches Werk Gegen den Strom in Japan in Serie veröffentlicht und später auch in mehrere Sprachen übersetzt. 2009 erhielt Tatsumi für das Werk den Osamu Tezuka Cultural Award. Zuletzt waren seine Geschichten in Japan jedoch weniger erfolgreich als ihre Übersetzungen im Ausland. Vor seinem Tod arbeitete Tatsumi an einer Fortsetzung von Gegen den Strom, dessen Handlung Ende der 1960er Jahre aufhört.
Tatsumi wurde von Alexandre Dumas und Mickey Spillane beeinflusst. Er zeigte in seinen Geschichten oft ein düsteres Japan, in denen normale Menschen ihrem Schicksal ausgesetzt sind. Seine Kurzgeschichten sind Momentaufnahmen aus dem japanischen Alltag in der zweiten Hälfte des 20. Jahrhunderts. Sie sind oft durch tatsächliche Erlebnisse und Beobachtungen Tatsumis inspiriert oder durch Zeitungsartikel, die Tatsumi gelesen hatte. Bei der Umsetzung einer Geschichte fuhr dieser auch an den Ort der Handlung, um Zeichnungen zu machen und zu recherchieren.
Tasumi starb am 7. März 2015 in Tokio im Alter von 79 Jahren an den Folgen einer Krebserkrankung.

## Bibliografie
- Kuroi Fubuki (黒い吹雪, 1956)
- Yurei Takushi (1957)
- Tokyo Ubasuteyama (東京うばすて山, 1970)
- Good-bye (1971–1972)
- Gegen den Strom (劇画漂流, Gekiga Hyōryū, 1995–2006)
- Gekiga Yose: Shibahama (劇画寄席 芝浜, 2009)

## Auszeichnungen
- Japan Manga Association Award 1972
- Osamu Tezuka Cultural Award 2009
- Eisner Award 2010 (beste, auf einer wahren Begebenheit basierende Geschichte)
- Eisner Award 2010 (beste US-Ausgabe eines internationalen Werks)